# Chris Marquette
Chris Marquette, właśc. Christopher George Rodríguez (ur. 3 października 1984 w Stuart) – amerykański aktor. 

## Życiorys
Urodził się w Stuart, na Florydzie jako najstarszy z trzech synów Patricii Helen „Tishy” (z domu Marquette) i Jorge’a Luisa „George’a” Rodrígueza, inżyniera jądrowego. Jego ojciec był uchodźcą z Kuby. Jego dwaj młodsi bracia, Sean Anthony Edward (ur. 30 czerwca 1988) i Eric, również próbowali swoich sił jako aktorzy. W 1994 jako 10-latek debiutował na Broadwayu w sztuce An Inspector Calls z Philipem Bosco. Po raz pierwszy trafił przed kamery jako Richie w dramacie Gorzka nicość (Original title: Sweet Nothing, 1995) u boku Michaela Imperioliego. Największą sławę przyniosła mu rola Adama Rove w serialu młodzieżowym Joan z Arkadii.

## Filmografia
- 2008: Fanboys jako Linus
- 2007: Invisible jako Pete
- 2007: Calvin Marshall jako Calvin Marshall
- 2006: Graduation jako Carl Jenkins
- 2006: Alpha Dog jako Keith Stratten
- 2005: Zostańmy przyjaciółmi (Just Friends) jako Mike
- 2005: Thru the Moebius Strip jako Jac Weir (ang.) (głos)
- 2005: American Gun jako David
- 2005: Sugar Mountain jako Harvey
- 2005: Fellowship jako Ben
- 2004: Dziewczyna z sąsiedztwa (Girl Next Door, The) jako Eli
- 2003-2005: Joan z Arkadii (Joan of Arcadia) jako Adam Rove
- 2003: Cuda (Miracles) jako Travis Prescott (gościnnie)
- 2003: Freddy kontra Jason (Freddy vs. Jason) jako Linderman
- 2001: Pasadena jako Mason McAllister
- 2001: Mummy: The Animated Series jako Alex O'Connell (głos)
- 2001: 61* jako rozgniewany fan (niewymieniony w czołówce)
- 2000: Strong Medicine jako Marc Delgado
- 2000: Up, Up, and Away! jako Randy
- 2000-2004: Boston Public jako Henry Freers (gościnnie)
- 1999: Kod porozumienia (Tic Code, The) jako Miles
- 1999: Xyber 9: New Dawn jako (głos)
- 1999: Lansky jako Jake Lansky, lat 9-11
- 1999-2001: Dzieciaki z klasy 402 (Kids From Room 402, The) jako Arthur (głos)
- 1999-2005: Potyczki Amy (Judging Amy) jako Colin Ingram (gościnnie)
- 1998: Pomoc domowa (The Nanny) jako młody Maxwell „Max” Beverly Sheffield
- 1998: Noah jako Daniel
- 1996: Obcy w rodzinie (Aliens in the Family) jako Adam Brody
- 1996: Gorzka nicość (Sweet Nothing) jako Richie
- 1996-2007: Siódme niebo (7th Heaven) jako Pete Lawrence (gościnnie)
- 1996-2001: Nash Bridges jako Eddie Junior (gościnnie)
- 1994-2003: Dotyk anioła (Touched by an Angel) jako Tim (gościnnie)
- 1993-1999: Pomoc domowa (Nanny, The) jako młody Maxwell (1998) (gościnnie)
- 1990-2000: Beverly Hills, 90210 jako Alex (gościnnie)
- 1964-1999: Inny świat (Another World) jako Gregory John Hudson #7 (1996-1997)

## Nagrody i nominacje
| Rok  | Nagroda          | Kategoria           | Tytuł                 | Rezultat  |
| ---- | ---------------- | ------------------- | --------------------- | --------- |
| 2006 | MTV Movie Awards | Najlepszy pocałunek | Zostańmy przyjaciółmi | Nominacja |